# Seznam řeckých princů
Toto je seznam řeckých princů od nástupu Jiřího I. z rodu Glücksburků na trůn Řeckého království v roce 1863. Jednotlivci držící titul prince jsou obvykle oslovování jako „Jeho královská Výsost“ (JkV). Manželka řeckého prince obvykle drží titul a oslovení svého manžela. Navzdory tomu, že se Řecko v letech 1924 a 1973 stalo republikou, potomci Jiřího I. z mužské linie se nadále oslovují jako řecký princ nebo princezna, stejně jako dánský princ nebo princezna.

## Seznam řeckých princů od roku 1863
| Řecký nebo dánský princ rodem                                                         |
| (†) – Zřeknul se jakýchkoli práv na řecký trůn jménem sebe a svých budoucích potomků. |
| (‡) – Morganatické manželství                                                         |

| Jméno                                             | Narození | Úmrtí | Královská linie                                               | Poznámky                                                                                    |
| ------------------------------------------------- | -------- | ----- | ------------------------------------------------------------- | ------------------------------------------------------------------------------------------- |
| Konstantin později král Konstantin I.             | 1868     | 1923  | 1. syn krále Jiřího I.                                        | Korunní princ a vévoda ze Sparty od narození do 18. března 1913.                            |
| Jiří                                              | 1869     | 1957  | 2. syn krále Jiřího I.                                        | Vysoký komisař Krétského státu v letech 1898–1906.                                          |
| Mikuláš                                           | 1872     | 1938  | 3. syn krále Jiřího I.                                        |                                                                                             |
| Ondřej                                            | 1882     | 1944  | 4. syn krále Jiřího I.                                        |                                                                                             |
| Kryštof                                           | 1888     | 1940  | 5. syn krále Jiřího I.                                        |                                                                                             |
| Jiří později král Jiří II.                        | 1890     | 1947  | 1. syn krále Konstantina I. vnuk krále Jiřího I.              | Korunní princ od 18. března 1913 do 22. září 1922.                                          |
| Alexandr později král Alexandr I.                 | 1893     | 1920  | 2. syn krále Konstantina I. a vnuk krále Jiřího I.            |                                                                                             |
| Pavel později král Pavel I.                       | 1901     | 1964  | 3. syn krále Konstantina I. a vnuk krále Jiřího I.            | Korunní princ od 22. září 1922 do 25. března 1924 a od 25. listopadu 1935 do 1. dubna 1947. |
| Petr                                              | 1908     | 1980  | Jediný syn prince Jiřího a vnuk krále Jiřího I.               |                                                                                             |
| Filippos později princ Filip, vévoda z Edinburghu | 1921     | 2021  | Jediný syn prince Ondřeje a vnuk krále Jiřího I.              | (†)                                                                                         |
| Michael                                           | 1939     |       | Jediný syn prince Kryštofa a vnuk krále Jiřího I.             | (†) (‡)                                                                                     |
| Konstantin později král Konstantin II.            | 1940     | 2023  | Jediný syn krále Pavla I. a pravnuk krále Jiřího I.           | Korunní princ od 1. dubna 1947 do 6. března 1964.                                           |
| Pavel                                             | 1967     |       | 1. syn krále Konstantina II. a prapravnuk krále Jiřího I.     | Korunní princ od narození do 1. června 1973.                                                |
| Nikolaos                                          | 1969     |       | 2. syn krále Konstantina II. a prapravnuk krále Jiřího I.     |                                                                                             |
| Filippos                                          | 1986     |       | 3. syn krále Konstantina II. a prapravnuk krále Jiřího I.     |                                                                                             |
| Konstantin Alexios                                | 1998     |       | 1. syn korunního prince Pavla a praprapravnuk krále Jiřího I. |                                                                                             |
| Achileas Andreas                                  | 2000     |       | 2. syn korunního prince Pavla a praprapravnuk krále Jiřího I. |                                                                                             |
| Odysseas Kimónas                                  | 2004     |       | 3. syn korunního prince Pavla a praprapravnuk krále Jiřího I. |                                                                                             |
| Aristeidés Stauros                                | 2008     |       | 4. syn korunního prince Pavla a praprapravnuk krále Jiřího I. |                                                                                             |